# Laguna de los Padres
Laguna de los Padres är en sjö i Argentina.   Den ligger i provinsen Buenos Aires, i den sydöstra delen av landet, 400 km söder om huvudstaden Buenos Aires. Laguna de los Padres ligger 50 meter över havet. Arean är 380 kvadratkilometer. Den sträcker sig 2,1 kilometer i nord-sydlig riktning, och 2,0 kilometer i öst-västlig riktning.
Trakten runt Laguna de los Padres består till största delen av jordbruksmark. Runt Laguna de los Padres är det tätbefolkat, med 411 invånare per kvadratkilometer.